# Dyskografia Tommy’ego Flanagana

## Albumy nagrane w charakterze lidera lub w duetach
| Nagrany   | Wydany | Album                                                          | Wytwórnia                    |
| --------- | ------ | -------------------------------------------------------------- | ---------------------------- |
| 1957      | 1957   | Overseas The Tommy Flanagan Trio                               | Prestige Records             |
| 1957      | 2010   | The Complete Overseas Session                                  | Solar Records                |
| 1958      | 1990   | Plays the Music of Rodgers & Hammerstein                       | Savoy                        |
| 1959      | 2000   | Lonely Town                                                    | Blue Note Records            |
| 1960      | 1960   | Moodsville 9                                                   | Prestige Records             |
| 1974      | 2005   | Solo Piano                                                     | Storyville Records           |
| 1975      | 1975   | The Tokyo Recital                                              | Pablo Records                |
| 1976      | 1977   | Positive Intensity                                             | CBS / Sony; Japonia          |
| 1976–1978 | 2009   | Condado Beach (Tommy Flanagan’s Super Jazz Trio)               | Jazz Row                     |
| 1977      | 1978   | Eclypso                                                        | Enja; Niemcy                 |
| 1977      | 1980   | The Best of Tommy Flanagan                                     | Pablo Records                |
| 1977      | 1978   | Confirmation                                                   | Enja; Niemcy                 |
| 1977      | 1977   | Montreux ’77                                                   | Pablo Live                   |
| 1977      | 1978   | Alone Too Long                                                 | Denon; Japonia (LP)          |
| 1977      | 1994   | Alone Too Long                                                 | Denon; Japonia (CD)          |
| 1978      | 1979   | Our Delights (duet z Hankiem Jonesem)                          | Galaxy Records               |
| 1978      | 1984   | More Delights (duet z Hankiem Jonesem)                         | Galaxy Records               |
| 1978      | 1978   | Something Borrowed, Something Blue                             | Galaxy Records               |
| 1978      | 1980   | Plays the Music of Harold Arlen                                | Inner City/DIW; Japonia      |
| 1978      | 1978   | Ballads and Blues                                              | Enja; Niemcy                 |
| 1978      | 1979   | Together (duet z Kennym Barronem)                              | Denon; Japonia               |
| 1978      | 1978   | Super Jazz Trio (Tommy Flanagan, Reggie Workman, Joe Chambers) | Baystate; Japonia            |
| 1979      | 1980   | Communication Live at Fat Tuesday’s New York, Vol. 1           | Paddle Wheel; Japonia        |
| 1979      | 1980   | Communication Live at Fat Tuesday’s New York, Vol. 2           | Paddle Wheel; Japonia        |
| 1980      | 1980   | Super-Session                                                  | Enja; Niemcy                 |
| 1980      | 1980   | The Standard (The Super Jazz Trio)                             | Baystate; Japonia            |
| 1980      | 1980   | You're Me (Tommy Flanagan / Red Mitchell)                      | Phontastic; Szwecja          |
| 1981      | 1981   | And a Little Pleasure (J.R. Monterose / Tommy Flanagan)        | Uptown                       |
| 1981      | 1981   | The Magnificent Tommy Flanagan                                 | Progressive Records; Japonia |
| 1982      | 1982   | Giant Steps Trio z George’em Mrazem i Alem Fosterem            | Enja; Niemcy                 |
| 1982      | 1982   | Thelonica                                                      | Enja; Niemcy                 |
| 1983      | 1984   | I’m All Smiles (duet z Hankiem Jonesem)                        | MPS/Verve                    |
| 1983      | 1983   | The Master Trio                                                | Baybridge; Japonia           |
| 1983      | 1983   | Blues in the Closet (The Master Trio)                          | Baybridge; Japonia           |
| 1986      | 1988   | Nights at the Vanguard                                         | Uptown                       |
| 1989      | 1989   | Jazz Poet                                                      | Timeless Records; Holandia   |
| 1990      | 1991   | Beyond the Blue Bird                                           | Timeless Records; Holandia   |
| 1990      | 1990   | Like Someone in Love                                           | Yamaha; Japonia              |
| 1993      | 1995   | Flanagan’s Shenanigans                                         | Storyville Records; Dania    |
| 1993      | 1993   | Let's Play the Music of Thad Jones                             | Enja; Niemcy                 |
| 1993      | 1993   | Lady Be Good...For Ella                                        | Verve                        |
| 1996      | 1997   | Sea Changes                                                    | Evidence                     |
| 1997      | 1998   | Sunset and the Mockingbird: The Birthday Concert               | Blue Note Records            |

## Albumy nagrane w charakterze muzyka sesyjnego lub akompaniującego
| Nagrany | Wydany | Album                                                                           | Wykonawca – lider                                | Wytwórnia                        |
| ------- | ------ | ------------------------------------------------------------------------------- | ------------------------------------------------ | -------------------------------- |
| 1956    |        | Kenny Burrell, vol. 2                                                           | Kenny Burrell                                    | Blue Note Records                |
| 1956    |        | Swingin'                                                                        | Kenny Burrell                                    | Blue Note Records                |
| 1956    |        | Detroit-New York Junction                                                       | Thad Jones                                       | Blue Note Records                |
| 1956    |        | Collectors' Items                                                               | Miles Davis                                      | Prestige Records                 |
| 1956    |        | Jazzmen Detroit'                                                                | różni artyści (m.in. Tommy Flanagan)             | Savoy                            |
| 1956    |        | Kenny Clarke Meets The Detroit Jazzmen                                          | Kenny Clarke                                     | Savoy                            |
| 1956    |        | After Hours Jazz                                                                | różni artyści (m.in. Tommy Flanagan)             | Epic Records                     |
| 1956    |        | Introducing Kenny Burrell                                                       | Kenny Burrell                                    | Blue Note Records                |
| 1956    |        | The Oscar Pettiford Orchestra In Hi-Fi                                          | Oscar Pettiford                                  | ABC-Paramount                    |
| 1956    |        | The Magnificent Thad Jones                                                      | Thad Jones                                       | Blue Note Records                |
| 1956    |        | Pairing Off                                                                     | Phil Woods                                       | Prestige Records                 |
| 1956    |        | Saxophone Colossus                                                              | Sonny Rollins                                    | Prestige Records                 |
| 1956    |        | J Is For Jazz                                                                   | J.J. Johnson                                     | Columbia Records                 |
| 1956    |        | Clarinescapade                                                                  | Bobby Jaspar                                     | Columbia Records                 |
| 1957    |        | Body and Soul                                                                   | różni artyści (m.in. Tommy Flanagan)             | Status                           |
| 1957    |        | The Prestige All Stars – All Day Long                                           | różni artyści (m.in. Tommy Flanagan)             | Prestige Records                 |
| 1957    |        | Mad Tad                                                                         | Thad Jones                                       | Period                           |
| 1957    |        | Sonny Rollins Plays                                                             | Sonny Rollins, Thad Jones                        | Period                           |
| 1957    |        | Mr. J.J. Johnson – Live!                                                        | J.J. Johnson                                     | Queen Disc;Włochy                |
| 1957    |        | Dial J.J. Johnson Five                                                          | J.J. Johnson                                     | Columbia Records                 |
| 1957    |        | The Playboy Jazz All Stars                                                      | różni artyści (m.in. Tommy Flanagan)             | Playboy                          |
| 1957    |        | Kenny Burrell                                                                   | Kenny Burrell                                    | Prestige Records                 |
| 1957    |        | The Magnificent Thad Jones, vol.3                                               | Thad Jones                                       | Blue Note Records                |
| 1957    |        | The Complete Blue Note/UA/Roulette Recordings Of Thad Jones                     | Thad Jones                                       | Mosaic                           |
| 1957    |        | Jazz Lab                                                                        | Gigi Gryce, Donald Byrd                          | Columbia Records                 |
| 1957    |        | Jazz Omnibus                                                                    | różni artyści (m.in. Tommy Flanagan)             | Columbia Records                 |
| 1957    |        | Flute Night                                                                     | Herbie Mann, Bobby Jaspar                        | Prestige Records                 |
| 1957    |        | Flute Souffle                                                                   | Herbie Mann, Bobby Jaspar                        | Prestige Records                 |
| 1957    |        | Stablemates                                                                     | Yusef Lateef, A. K. Salim                        | Savoy                            |
| 1957    |        | First Place                                                                     | J.J. Johnson                                     | Columbia Records                 |
| 1957    |        | The Cats                                                                        | John Coltrane, T. Flanagan, Kenny Burrell        | New Jazz                         |
| 1957    |        | Blue Trombone                                                                   | J.J. Johnson                                     | Columbia Records                 |
| 1957    |        | Paul Chambers Quintet                                                           | Paul Chambers                                    | Blue Note Records (LP)           |
| 1957    |        | Paul Chambers Quintet                                                           | Paul Chambers                                    | Blue Note Records (CD, bonus)    |
| 1957    |        | Bags And Flutes                                                                 | Milt Jackson                                     | Atlantic Records                 |
| 1957    | 1957   | Jazz...It’s Magic!                                                              | Curtis Fuller, Tommy Flanagan i in.              | Savoy                            |
| 1957    |        | Jazz Eyes                                                                       | John Jenkins, Donald Byrd                        | Savoy                            |
| 1957    |        | Star Eyes                                                                       | John Jenkins, Donald Byrd                        | Savoy                            |
| 1957    |        | Miscellaneous Davis 1955–1957                                                   | Miles Davis                                      | Jazz Unlimited; Szwecja          |
| 1957    |        | The Prestige All Stars – Roots                                                  | różni artyści (m.in. Tommy Flanagan)             | New Jazz                         |
| 1957    |        | Red Rodney 1957                                                                 | Red Rodney                                       | Signal                           |
| 1958    |        | Here Comes Louis Smith                                                          | Louis Smith                                      | Blue Note Records                |
| 1958    |        | J.J. Johnson In Person                                                          | J.J. Johnson                                     | Columbia Records                 |
| 1958    |        | Kenny Burrell and John Coltrane                                                 | John Coltrane, Kenny Burrell                     | New Jazz                         |
| 1958    |        | Mainstream 1958                                                                 | John Coltrane, Wilbur Harden i in.               | Savoy                            |
| 1958    |        | Countdown                                                                       | John Coltrane, Wilbur Harden i in.               | Savoy                            |
| 1958    |        | Gold Coast                                                                      | John Coltrane, Wilbur Harden i in.               | Savoy                            |
| 1958    |        | Jazz Way Out                                                                    | Wilbur Harden                                    | Savoy                            |
| 1958    |        | Tanganyika Strut                                                                | Wilbur Harden                                    | Savoy                            |
| 1958    |        | Bean Bags                                                                       | Milt Jackson, Coleman Hawkins i in.              | Atlantic                         |
| 1958    |        | Blues For Dracula                                                               | Philly Joe Jones                                 | Riverside                        |
| 1958    |        | The King And I                                                                  | Wilbur Harden                                    | Savoy                            |
| 1958    |        | The Swingers!                                                                   | [[Lambert, Hendricks & Ross]]                    | Word Pacific                     |
| 1958    |        | The Defiant Ones                                                                | Booker Little 4                                  | United Artist                    |
| 1958    |        | The Swingin’est                                                                 | Bennie Green, Gene Ammons                        | Vee-Jay                          |
| 1958    |        | Juggin' Around                                                                  | różni artyści (m.in. Tommy Flanagan)             | Vee-Jay                          |
| 1958    |        | Juggin' Around Pt.1 and 2                                                       | Bennie Green, Gene Ammons                        | Vee-Jay                          |
| 1958    |        | Bags’ Opus                                                                      | Milt Jackson                                     | United Artists                   |
| 1959    |        | Sliding Easy                                                                    | Curtis Fuller                                    | United Artists                   |
| 1959    |        | The Complete Blue Note/United Artists Curtis Fuller Sessions                    | Curtis Fuller                                    | Mosaic                           |
| 1959    |        | Giant Steps                                                                     | John Coltrane                                    | Atlantic                         |
| 1959    |        | Alternate takes                                                                 | John Coltrane                                    | Atlantic; Japonia                |
| 1959    |        | The Heavyweight Champion                                                        | John Coltrane                                    | Rhino                            |
| 1959    |        | Blues-Ette                                                                      | Curtis Fuller                                    | Savoy                            |
| 1959    |        | Winchester Special                                                              | Lem Winchester, Benny Golson                     | New Jazz                         |
| 1959    |        | Motor City Scene                                                                | Thad Jones                                       | United Artists Records           |
| 1959    |        | Quiet Kenny                                                                     | Kenny Dorham                                     | New Jazz                         |
| 1959    |        | Kenny Dorham 1959                                                               | Kenny Dorham                                     | Prestige                         |
| 1959    |        | Straight Ahead                                                                  | J.R. Monterose                                   | Xanadu                           |
| 1959    |        | Gettin' With It                                                                 | Benny Golson                                     | New Jazz                         |
| 1959    |        | A Girl And Her Guitar                                                           | Mary Osborne                                     | Warwick                          |
| 1959    |        | The Soft Land Of Make Believe                                                   | Frank Minion                                     | Bethlehem                        |
| 1960    |        | Coleman Hawkins All Stars                                                       | Coleman Hawkins                                  | Swingville                       |
| 1960    |        | The Kenny Dorham Memorial Album                                                 | Kenny Dorham                                     | Xanadu                           |
| 1960    |        | Keep Swingin'                                                                   | Julian Priester                                  | Riverside                        |
| 1960    |        | The Incredible Jazz Guitar of Wes Montgomery                                    | Wes Montgomery                                   | Riverside                        |
| 1960    |        | At Ease With Coleman Hawkins                                                    | Coleman Hawkins                                  | Moodsville                       |
| 1960    |        | Stan „The Man” Turrentine                                                       | Stanley Turrentine                               | Time                             |
| 1960    |        | Patented By Edison                                                              | Harry „Sweets” Edison                            | Roulette                         |
| 1960    |        | More Party Time                                                                 | Arnett Cobb                                      | Prestige                         |
| 1960    |        | Movin' Right Along                                                              | Arnett Cobb                                      | Prestige                         |
| 1960    |        | Vibrations                                                                      | Milt Jackson                                     | Atlantic                         |
| 1960    |        | Silver Vibes                                                                    | Lionel Hampton                                   | Columbia                         |
| 1960    |        | Lionel Hampton And His Orchestra                                                | Lionel Hampton                                   | CBS                              |
| 1960    |        | Who’s Who In Jazz                                                               | różni artyści (m.in. Tommy Flanagan)             | Columbia                         |
| 1960    |        | Swingin’ with Pee Wee                                                           | Pee Wee Russell                                  | Swingville                       |
| 1960    |        | The Book Cooks                                                                  | Booker Ervin                                     | Bethlehem                        |
| 1960    |        | Booker Little                                                                   | Booker Little                                    | Time                             |
| 1960    |        | Vamp 'Till Ready                                                                | Jo Jones                                         | Everest                          |
| 1960    |        | Gretsch Drum Night At Birdland                                                  | różni artyści (m.in. Tommy Flanagan)             | Roulette                         |
| 1960    |        | Drum Night At Birdland                                                          | różni artyści (m.in. Tommy Flanagan)             | Vogue; Francja                   |
| 1960    |        | Jive At Five                                                                    | Joe Newman                                       | Swingville                       |
| 1960    |        | The Frank Wess Quartet                                                          | Frank Wess                                       | Moodsville                       |
| 1960    |        | Dusty Blue                                                                      | Howard McGhee                                    | Bethlehem                        |
| 1960    |        | Boss Tenor                                                                      | Gene Ammons                                      | Prestige                         |
| 1960    |        | Really Big!                                                                     | Jimmy Heath                                      | Riverside                        |
| 1960    |        | Budd Johnson And The Four Brass Giants                                          | Budd Johnson                                     | Riverside                        |
| 1960    |        | Art                                                                             | Art Farmer                                       | Argo                             |
| 1960    |        | The Biggest Voice In Jazz                                                       | Nat Wright                                       | Warwick                          |
| 1960    |        | Tate-A-Tate                                                                     | Buddy Tate, Clark Terry                          | Swingville                       |
| 1960    |        | Newport Rebels                                                                  | Jazz Artists Guild                               | Candid                           |
| 1960    |        | Reincarnation Of A Love Bird                                                    | Charles Mingus                                   | Candid                           |
| 1960    |        | Candid Dolphy                                                                   | Eric Dolphy                                      | Candid                           |
| 1960    |        | The Jazz Life!                                                                  | różni artyści (m.in. Tommy Flanagan)             | Candid                           |
| 1960    |        | Color Changes                                                                   | Clark Terry                                      | Candid                           |
| 1960    |        | Big Brass                                                                       | Benny Bailey                                     | Candid                           |
| 1960    |        | Let's Swing!                                                                    | Budd Johnson                                     | Swingville                       |
| 1960    |        | Gemini                                                                          | Les Spann                                        | Jazzland                         |
| 1960    |        | Please Send Me Someone To Love                                                  | Bill Henderson                                   | Vee-Jay                          |
| 1960    |        | Bill Henderson                                                                  | Bill Henderson                                   | Vee-Jay                          |
| 1960    |        | Smooth As The Wind                                                              | Blue Mitchell                                    | Riverside                        |
| 1960    |        | Night Hawk                                                                      | Coleman Hawkins                                  | Swingville                       |
| 1960    |        | Night Hawk                                                                      | Coleman Hawkins                                  | Prestige                         |
| 1960    |        | Moody With Strings                                                              | James Moody                                      | Argo                             |
| 1960    |        | Motor City Scene                                                                | Donald Byrd, Pepper Adams                        | Bethlehem                        |
| 1961    |        | Rights Of Swing                                                                 | Phil Woods                                       | Candid                           |
| 1961    |        | A Story Tale                                                                    | Clifford Jordan, Sonny Red                       | Jazzland                         |
| 1961    |        | Good 'N' Groovy                                                                 | Joe Newman                                       | Swingville                       |
| 1961    |        | It’s About Time                                                                 | Jimmy Hamilton                                   | Swingville                       |
| 1961    |        | Can't Help Swinging                                                             | Jimmy Hamilton                                   | Swingville                       |
| 1961    |        | Joe’s Hap’nin’s                                                                 | Joe Newman                                       | Swingville                       |
| 1961    |        | South American Cookin'                                                          | Curtis Fuller                                    | Epic                             |
| 1961    |        | Body And Soul                                                                   | Coleman Hawkins                                  | West Wind, Niemcy                |
| 1961    |        | Z. T.'s Blues                                                                   | Stanley Turrentine                               | Blue Note Records                |
| 1961    |        | Bash!                                                                           | Dave Bailey                                      | Jazzline                         |
| 1961    |        | Osmosis                                                                         | Kenny Dorham                                     | Black Lion; Wielka Brytania      |
| 1962    |        | Good Old Broadway                                                               | Coleman Hawkins                                  | Moodsville                       |
| 1962    |        | Ray Brown With The All Star Big Band                                            | Ray Brown, Cannonball Adderley                   | Verve                            |
| 1962    |        | Southern Comfort                                                                | Frank Wess                                       | Prestige                         |
| 1962    |        | The Jazz Version Of No Strings                                                  | Coleman Hawkins                                  | Moodsville                       |
| 1962    |        | Drum Suite                                                                      | Slide Hampton                                    | Epic                             |
| 1962    |        | Almost Forgotten: Various-Instrumentalists                                      | różni artyści (m.in. Tommy Flanagan)             | Columbia                         |
| 1962    |        | Pony's Express                                                                  | Pony Poindexter                                  | Epic                             |
| 1962    |        | Out Of The Afternoon                                                            | Roy Haynes                                       | Impulse!                         |
| 1962    |        | Jeru                                                                            | Gerry Mulligan                                   | Columbia                         |
| 1962    |        | The Artistry Of Freddie Hubbard                                                 | Freddie Hubbard                                  | Impulse!                         |
| 1962    |        | Listen To Art Farmer And The Orchestra                                          | Art Farmer                                       | Mercury                          |
| 1962    |        | Hawkins! Alive! At The Village Gate                                             | Coleman Hawkins                                  | Verve                            |
| 1962    |        | Hawkins! Alive! At The Village Gate                                             | Coleman Hawkins                                  | Verve; Japonia                   |
| 1962    |        | Coleman Hawkins! Roy Eldridge! Johnny Hodges! Alive! At The Village Gate        | Coleman Hawkins, R. Eldridge, J. Hodges          | Verve                            |
| 1962    |        | Plays Make Someone Happy From Do Re Mi                                          | Coleman Hawkins                                  | Moodsville                       |
| 1962    |        | Invitation                                                                      | Milt Jackson                                     | Riverside (LP)                   |
| 1962    |        | Invitation                                                                      | Milt Jackson                                     | Fantasy (CD)                     |
| 1962    |        | Today And Now                                                                   | Coleman Hawkins                                  | Impulse!                         |
| 1962    |        | Desafinado                                                                      | Coleman Hawkins                                  | Impulse!                         |
| 1962    |        | Who Is Gary Burton?                                                             | Gary Burton                                      | RCA                              |
| 1962    |        | Bluesy Burrell                                                                  | Kenny Burrell, Coleman Hawkins                   | Moodsville                       |
| 1962    |        | Diggin' The Chicks                                                              | Bill Leslie                                      | Argo                             |
| 1962    |        | Bossa Nova Plus                                                                 | Willis Jackson                                   | Prestige                         |
| 1962    |        | Michel Legrand Plays Richard Rodgers                                            | Michel Legrand                                   | Philips; USA                     |
| 1962    |        | Back In Bean's Bag                                                              | Coleman Hawkins, Clark Terry                     | Columbia                         |
| 1962    |        | Limbo Carnival                                                                  | Dave Pike                                        | New Jazz                         |
| 1962    |        | Free                                                                            | Benny Golson                                     | Argo                             |
| 1962    |        | Dave Pike Plays The Jazz Version Of Oliver!                                     | Dave Pike                                        | Moodsville                       |
| 1962    |        | Coleman Hawkins And Roy Eldridge Live in Concert                                | Coleman Hawkins, Roy Eldridge                    | Bandstand; Japonia               |
| 1963    |        | Coleman Hawkins Quartet Live at The London House, Chicago                       | Coleman Hawkins                                  | Fanfare                          |
| 1964    |        | Desert Winds                                                                    | Illinois Jacquet                                 | Argo                             |
| 1964    |        | The Song Book                                                                   | Booker Ervin                                     | Prestige                         |
| 1964    |        | Ella At Juan-Les-Pins                                                           | Ella Fitzgerald                                  | Verve                            |
| 1964    |        | Ella At Juan-Les-Pins                                                           | Ella Fitzgerald                                  | Verve; Francja                   |
| 1964    |        | Ella At Juan-Les-Pins                                                           | Ella Fitzgerald                                  | Verve; Japonia                   |
| 1964    |        | Jazz 'N' Samba                                                                  | Milt Jackson                                     | Impulse!                         |
| 1964    |        | The Definitive Jazz Scene, Vol. 2                                               | różni artyści (m.in. Tommy Flanagan)             | Impulse!                         |
| 1964    |        | Group Therapy                                                                   | James Moody                                      | DJM                              |
| 1964    |        | Trompeta Toccata                                                                | Kenny Dorham                                     | Blue Note Records                |
| 1964    |        | Many Faces Of Art Farmer                                                        | Art Farmer                                       | Scepter                          |
| 1965    | 1965   | Lucky Thompson Plays Happy Days Are Here Again                                  | Lucky Thompson                                   | Prestige                         |
| 1965    |        | Ella in Hamburg                                                                 | Ella Fitzgerald                                  | Verve                            |
| 1965    |        | There Will Never Be Another You                                                 | Sonny Rollins                                    | Impulse!                         |
| 1965    |        | Feelin' Good!                                                                   | Pat Bowie                                        | Prestige                         |
| 1965    |        | New York Jazz Sextet                                                            | New York Jazz Sextet                             | Scepter                          |
| 1966    |        | The Movie Song Album                                                            | Tony Bennett                                     | Columbia                         |
| 1968    |        | Jazz For A Sunday Afternoon, Vol. 3                                             | różni artyści (m.in. Tommy Flanagan)             | Solid State                      |
| 1968    |        | Sonny's Dream (Birth Of The New Cool)                                           | Sonny Criss                                      | Prestige (LP)                    |
| 1968    |        | Sonny's Dream (Birth Of The New Cool)                                           | Sonny Criss                                      | Fantasy (CD)                     |
| 1968    |        | California Soul                                                                 | Gerald Wilson                                    | World Pacific                    |
| 1968    |        | Encounter!                                                                      | Pepper Adams                                     | Prestige                         |
| 1969    |        | Sunshine Of Your Love                                                           | Ella Fitzgerald                                  | MPS (Niemcy)                     |
| 1970    |        | Ella Fitzgerald In Budapest                                                     | Ella Fitzgerald                                  | Pablo                            |
| 1970    |        | The Panther!                                                                    | Dexter Gordon                                    | Prestige                         |
| 1970    |        | Things Ain’t What They Used To Be                                               | Ella Fitzgerald                                  | Reprise; Japonia                 |
| 1971    |        | Ella A Nice                                                                     | Ella Fitzgerald                                  | Pablo Live                       |
| 1972    |        | Jazz At The Philharmonic – Jazz At The Santa Monica Civic '72                   | różni artyści (m.in. Tommy Flanagan)             | Pablo (LP)                       |
| 1972    |        | Jazz At The Philharmonic – Jazz At The Santa Monica Civic '72                   | różni artyści (m.in. Tommy Flanagan)             | Pablo (CD)                       |
| 1972    |        | Ella Loves Cole                                                                 | Ella Fitzgerald                                  | Atlantic                         |
| 1973    |        | Ella Fitzgerald Newport Jazz Festival Live at Carnegie Hall                     | Ella Fitzgerald                                  | Columbia                         |
| 1974    |        | Fine And Mellow                                                                 | Ella Fitzgerald                                  | Pablo                            |
| 1974    |        | Ella In London                                                                  | Ella Fitzgerald                                  | Columbia                         |
| 1975    |        | A Buck Clayton Jam Session, Vol. 2                                              | Buck Clayton                                     | Chiaroscuro                      |
| 1975    |        | A Buck Clayton Jam Session 1975                                                 | Buck Clayton                                     | Chiaroscuro; Niemcy              |
| 1975    |        | A Buck Clayton Jam Session, Vol. 4                                              | Buck Clayton                                     | Chiaroscuro                      |
| 1975    |        | Jazz At The Philharmonic At The Montreux Jazz Festival 1975                     | różni artyści (m.in. Tommy Flanagan)             | Pablo                            |
| 1975    |        | The Montreux Collection 1975                                                    | różni artyści (m.in. Tommy Flanagan)             | Pablo                            |
| 1975    |        | The Dizzy Gillespie Big 7 At The Montreux Jazz Festival 1975                    | Dizzy Gillespie                                  | Pablo                            |
| 1975    |        | Ella Fitzgerald At The Montreux Jazz Festival 1975                              | Ella Fitzgerald                                  | Pablo                            |
| 1976    |        | Sugar Roy                                                                       | Roy Haynes                                       | Kitty; Japonia                   |
| 1976    |        | The King                                                                        | Benny Carter                                     | Pablo                            |
| 1976    |        | Feelings                                                                        | Milt Jackson And Strings                         | Pablo                            |
| 1976    |        | Carter, Gillespie Inc.                                                          | Benny Carter, Dizzy Gillespie                    | Pablo                            |
| 1976    |        | Straight Ahead                                                                  | Eddie „Lockjaw” Davis                            | Pablo                            |
| 1976    |        | Commitment                                                                      | Jim Hall                                         | Horizon                          |
| 1976    |        | The Main Man                                                                    | Jo Jones                                         | Pablo                            |
| 1977    |        | 46th And 8th                                                                    | Waymon Reed                                      | Artists House                    |
| 1977    |        | Ella Fitzgerald With The Tommy Flanagan Trio – Montreux ’77                     | Ella Fitzgerald                                  | Pablo Live                       |
| 1977    |        | I Remember Bebop                                                                | różni artyści (M.in. Tommy Flanagan)             | Columbia                         |
| 1977    |        | They All Played Bebop                                                           | różni artyści (M.in. Tommy Flanagan)             | Columbia                         |
| 1978    |        | Opening Remarks                                                                 | Ted Dunbar                                       | Xanadu                           |
| 1978    |        | The Grand Appearance                                                            | Scott Hamilton                                   | Progresive                       |
| 1978    |        | The Adventurer                                                                  | Clifford Jordan                                  | Muse                             |
| 1978    |        | City                                                                            | Hidefumi Toki                                    | Baystate; Japonia                |
| 1979    |        | Something Tasty                                                                 | Art Farmer                                       | Baystate; Japonia                |
| 1979    |        | Pinnacles                                                                       | J.J. Johnson                                     | Milestone Records                |
| 1979    | 1979   | Straight Life                                                                   | Art Pepper                                       | Galaxy                           |
| 1979    | 1980   | Straight Life                                                                   | Art Pepper                                       | Fantasy (CD), bonus              |
| 1979    |        | The Complete Galaxy Recording (Flanagan na: Straight Life i dodatkowym nagraniu | Art Pepper                                       | Galaxy (CD)                      |
| 1980    |        | The Free Will                                                                   | Bennie Wallace                                   | Enja; Niemcy                     |
| 1980    |        | The Master ...                                                                  | Pepper Adams                                     | Muse                             |
| 1980    |        | De Lawd's Blues                                                                 | Billy Mitchell                                   | Xanadu                           |
| 1980    |        | Heart To Heart                                                                  | Elvin Jones                                      | Denon; Japonia                   |
| 1980    |        | Home Cooking                                                                    | Nisse Sandstrom                                  | Phontastic; Szwecja              |
| 1980    |        | Shades Of Blue                                                                  | Lou Rawls                                        | Philadelphia International       |
| 1980    |        | Shades Of Blue                                                                  | Lou Rawls                                        | Philadelphia International(bonus |
| 1980    | 1980   | Ted Harris Presents Five Giants Of Jazz                                         | Ted Harris, Tommy Flanagan, Bill Lee i in.       | H.D. Records                     |
| 1981    |        | Three For All                                                                   | Phil Woods, Tommy Flanagan, Red Mitchell         | Enja; Niemcy                     |
| 1981    |        | Chromatic Palette                                                               | Tal Farlow                                       | Concord Jazz                     |
| 1981    |        | Flute Juice                                                                     | Frank Wess                                       | Progresive Records               |
| 1981    |        | My Funny Valentine                                                              | Rodney Jones, Tommy Flanagan                     | Timeless; Holandia               |
| 1982    |        | A Dream Comes True                                                              | Lilian Terry, Tommy Flanagan                     | Soul Note; Włochy                |
| 1982    |        | Good Girl                                                                       | Kim Parker, Tommy Flanagan                       | Soul Note; Włochy                |
| 1982    |        | Aurex Jazz Festival '82 All Star Jam                                            | różni artyści (m.in. Tommy Flanagan)             | East World Jazz; Japonia         |
| 1982    |        | Aurex Jazz Festival '82 Live Special                                            | różni artyści (m.in. Tommy Flanagan)             | East World Jazz; Japonia         |
| 1982    |        | Cross Roads                                                                     | Charlie Shoemake                                 | Discovery                        |
| 1982    |        | All Right With Me                                                               | Yasuko Agawa                                     | Invitation; Japonia              |
| 1985    |        | Gin And Pentatonic                                                              | Franco Ambrosetti                                | Enja; Niemcy                     |
| 1985    |        | New Picture                                                                     | Jimmy Heath                                      | Landmark                         |
| 1985    |        | Adams Effect                                                                    | Pepper Adams                                     | Uptown                           |
| 1985    |        | Vocalese                                                                        | The Manhattan Transfer                           | Atlantic, Europe                 |
| 1985    |        | The Art Ellefson Quartet Featuring Tommy Flanagan                               | Art Ellefson                                     | Unisson; Kanada                  |
| 1985    |        | Wisteria                                                                        | Jimmy Raney                                      | Criss Cross Jazz; Holandia       |
| 1986    |        | My One And Only Love                                                            | Lorez Alexandria                                 | CBS / Sony; Japonia              |
| 1986    |        | But Not For Me                                                                  | Carol Sloane                                     | CBS / Sony; Japonia              |
| 1987    |        | An Uptown Christmas                                                             | różni artyści (m.in. Tommy Flanagan)             | Uptown                           |
| 1987    |        | Evening Star                                                                    | Joshua Breakstone                                | Contemporary (LP)                |
| 1987    |        | Evening Star                                                                    | Joshua Breakstone                                | Contemporary (CD)                |
| 1988    |        | Here’s To My Lady                                                               | Phil Woods, Tommy Flanagan                       | Chesky; Japonia                  |
| 1988    |        | Then And Now                                                                    | Grover Washington Jr.                            | Columbia                         |
| 1989    |        | Falling In Love With Jazz                                                       | Sonny Rollins                                    | Milestone Records                |
| 1989    |        | Freddie Freeloader                                                              | Jon Hendricks And Friends                        | Denon; Japonia                   |
| 1990    |        | 100 Gold Fingers, Vol. 2                                                        | różni artyści (m.in. Tommy Flanagan)             | All Art; Japonia                 |
| 1991    |        | Mirage                                                                          | Bobby Hutcherson                                 | Landmark                         |
| 1991    |        | Rhythm In Mind                                                                  | Steve Coleman                                    | BMG Novus                        |
| 1991    |        | Homage                                                                          | Gary Smulyan                                     | Criss Cross Jazz; Holandia       |
| 1992    |        | You Must Believe In Spring                                                      | Frank Morgan                                     | Antilles; Japonia                |
| 1993    |        | Blues-Ette, Pt. 2                                                               | Curtis Fuller                                    | Savoy Jazz; Japonia              |
| 1993    |        | Soul Connection, Vol. 1                                                         | Dusko Goykovich                                  | Enja; Niemcy                     |
| 1993    |        | Soul Connection, Vol. 2                                                         | Dusko Goykovich                                  | Enja; Niemcy                     |
| 1993    |        | Soul Connection                                                                 | Dusko Goykovich                                  | Enja; Niemcy                     |
| 1993    |        | Old Flames                                                                      | Sonny Rollins                                    | Milestone Records                |
| 1993    |        | 100 Golden Fingers – Piano Playhouse '93                                        | różni artyści (m.in. Tommy Flanagan)             | King; Japonia                    |
| 1994    |        | Live at Kerrytown Concert House Vol. 1                                          | Marcus Belgrave With Detroit's Jazz Piano Legacy | Detroit Jazz Musicians Co-op     |
| 1994    |        | Doldinger In New York                                                           | Klaus Doldinger                                  | Bluemoon                         |
| 1994    |        | Hi-Fly                                                                          | The Riverside Reunion Band                       | Milestone Records                |
| 1995    |        | Two By Two – Piano-Bass Duets                                                   | Dave Young                                       | Justin Time; Kanada              |
| 1995    |        | Side By Side – Piano-Bass Duets, Vol. 3                                         | Dave Young                                       | Justin Time; Kanada              |
| 1995    |        | 7th Ave. Stroll                                                                 | Mark Whitfield                                   | Verve                            |
| 1995    |        | Sonny Rollins + 3                                                               | Sonny Rollins                                    | Milestone Records                |
| 1995    |        | Music Is Forever                                                                | Annie Ross                                       | DRG                              |
| 1996    |        | Stomp, Look And Listen                                                          | Chuck Redd                                       | Exclusive Arts                   |
| 1996    |        | I Remember Clifford                                                             | Miki Yamaoka                                     | Denon; Japonia                   |
| 1996    |        | After Hours                                                                     | Scott Hamilton                                   | Concord Jazz (CD)                |
| 1997    |        | That Old Feeling (Soundtrack)                                                   | różni artyści (m.in. Tommy Flanagan)             | MCA                              |
| 1997    |        | Porgy And Bess                                                                  | Joe Henderson                                    | Verve                            |
| 1997    |        | Just Friends                                                                    | Marian McPartland                                | Concord Jazz (CD)                |
| 1997    |        | The Duo Album                                                                   | Fred Hersch                                      | Classical Action                 |
| 1998    |        | The Last Recordings                                                             | Attila Zoller                                    | Enja; Niemcy                     |
| 1998    |        | Bennie Wallace                                                                  | Bennie Wallace                                   | AudioQuest                       |
| 1998    |        | Day Dream                                                                       | Harry Allen                                      | BMG; Japonia                     |
| 1999    |        | One On One                                                                      | Clark Terry                                      | Chesky                           |
| 1999    |        | Samba For Felix                                                                 | Tommy Cecil                                      | Slider Music                     |
| 2000    |        | September Songs                                                                 | Wesla Whitfield                                  | HighNote                         |
| 2000    |        | A Jazz Piano Christmas From NPR                                                 | różni artyści (m.in. Tommy Flanagan)             | NPR Classics                     |